# Раздумово (Ярославская область)
Раздумово — село в Глебовской сельской администрации Глебовского сельского поселения Рыбинского района Ярославской области.
Село расположено к северу от автомобильной дороги Рыбинск-Глебово. В прошлом эта дорога проходила через село, но позднее была перенесена южнее. Просёлочная дорога от села ведёт к стоящей на этой дороге деревне Карелино. Кроме того село связано просёлочными дорогами со стоящими на этой дороге деревнями Подорожная, Мархачево, Большая Белева. Другие просёлочные дороги связывают село с удалёнными от дороги деревнями Новинки, Крячково, Ковыкино. Западнее Раздумово протекает река Юга .
Село Раздумово указано на плане Генерального межевания Рыбинского уезда 1792 года.
В селе находится церковь Святой Троицы, построенная в 1788 г. на средства помещика Н. Я. Груздавцева. С 1996 г. в церкви возобновлены службы. В селе сохранились остатки усадьбы Тихменевых, давших имя посёлку и железнодорожной станции, а также здание церковно-приходской школы, объявленные памятниками истории и культуры .  В Раздумово находится кладбище, одно из двух действующих в поселении.
Усадебный парк включен в перечень особо охраняемых природных территорий .
Село обслуживает почтовое отделение в Тихменево, по почтовым данным в селе 51 дом, названий улиц нет .

## Население
| 1859 | 2002 | 2007 | 2010 |
| ---- | ---- | ---- | ---- |
| 64   | ↘19  | ↘12  | →12  |

На 1 января 2007 года в селе числилось 12 постоянных жителей . 